# Jimmy Hill
James William Thomas Hill, detto Jimmy (Londra, 22 luglio 1928 – Hurstpierpoint, 19 dicembre 2015), è stato un calciatore e allenatore di calcio inglese, di ruolo attaccante.

## Carriera
Da calciatore giocò nel Brentford e nel Fulham per cui giocò oltre 300 partite.
Nel 1957 divenne il presidente della Professional Footballers' Association e fu tra i favorevoli all'abolizione dello stipendio massimo dei calciatori della Football League (all'epoca 20 sterline settimanali), abolizione poi regolarmente avvenuta. Lasciò l'incarico nel 1961, per intraprendere la carriera di allenatore.
Nel 1961 venne ingaggiato come allenatore dal Coventry City. Nella stagione 1966-1967 Hill guidò gli Sky Blues alla prima promozione in First Division della loro storia ma poi lasciò l'incarico dedicandosi alla carriera televisiva. In totale Hill guidò il Coventry in 281 partite vincendone 125, perdendone 75 e pareggiandone 81.
Nel 1975 tornò a Coventry nelle vesti di direttore generale, e, per un breve periodo, di presidente, senza però raggiungere lo splendore del periodo di allenatore.
Nel 1987 divenne presidente del Fulham ed evitò la fusione dei Cottagers con il Queens Park Rangers.
Nel 1966 intraprese una carriera da commentatore sportivo, in particolare per la BBC, con cui lavorò per tre decenni, presentando il programma Match of the Day (una sorta di 90º minuto britannico) ininterrottamente fino al 1998, per 32 anni consecutivi. Nel 1999 lasciò la BBC per legarsi a Sky Sports.
Nel 2005, quando il Coventry City giocò la sua ultima partita al Highfield Road poi demolito, Hill ricevette una calda accoglienza.

## Palmarès

### Allenatore

#### Competizioni nazionali
- Second Division: 1

Coventry City: 1966-1967
- Third Division: 1

Coventry City: 1963-1964